# Tampa Bay Sunblasters
I Tampa Bay Sunblasters sono stati una franchigia di pallacanestro della USBL, con sede a Tampa, in Florida, attivi dal 1991 al 1992.
Nacquero nel 1991 a Clearwater come Suncoast Sunblasters. Alla fine della stagione si spostarono a Tampa, assumendo la denominazione di Tampa Bay Sunblasters. Si sciolsero alla fine del campionato 1992.

## Stagioni
| Stagione | Lega | Denominazione         | V | P  | %    | Piazzamento | Play-off |
| -------- | ---- | --------------------- | - | -- | ---- | ----------- | -------- |
| 1991     | USBL | Suncoast Sunblasters  | 6 | 14 | 30,0 | 4º          | -        |
| 1992     | USBL | Tampa Bay Sunblasters | 4 | 22 | 15,4 | 5º          | -        |